# Melillas historie
Melillas historie går tilbage til det første årtusinde f.Kr., hvor fønikerne slog sig ned på et sted, de kaldte Rusadir, som på punisk betyder "imponerende høvding". Denne by har spillet en strategisk rolle gennem århundreder takket være dens gunstige geografiske placering i Middelhavet . 
I det 3. århundrede f.Kr. var Rusadir en del af det karthagiske rige . Efter Karthagos fald kom regionen under romersk styre i 42 f.Kr., og blev en del af den romerske provins Mauretanien Tingitana, betragtet som Hispania Transfretana. Efter det vestromerske imperiums fald kom byen under vestgoternes kontrol og blev dermed en del af det vestgotiske Hispania. 
I det 6. århundrede, i 534, erobrede den byzantinske kejser Justinian I Melilla og indlemmet det i det byzantinske rige . Men i 615 blev byen generobret af den vestgotiske konge Sisebuto . I 700 erobrede den muslimske hær ledet af Musa ibn Nusayr Rusadir, hvilket markerede begyndelsen på den islamiske besættelse af regionen.
Situationen i Melilla forblev relativt stabil indtil 1497, hvor byen, der dengang blev forladt på grund af konflikter med Sultanatet Fes, blev besat af Pedro de Estopiñán y Virués på vegne af hertugen af Medina Sidonia og med støtte fra de katolske monarker . Denne besættelse markerede begyndelsen på den spanske æra i Melilla.
I det 18. århundrede blev Melilla belejret af Sultan Muhammad III mellem 1774 og 1775. Imidlertid mislykkedes belejringen takket være modstanden fra byen, ledet af den britisk-støttede kommandant general Juan Sherlock, som tilføjede en international dimension til denne episode. 
Melilla blev allerede anerkendt som en spansk enklave i fredsaftalen fra 1767. Andre traktater underskrevet i 1767, 1780 og 1785 nævnte byen i forbindelse med fredsaftaler mellem Spanien og andre europæiske og afrikanske magter. Det spanske område Melilla blev officielt afgrænset af traktaten af 14. november 1863 og konsoliderede dermed Spaniens position på denne strategiske enklave i Nordafrika.

## Gamle Tider
De første tegn på menneskelig besættelse i Melilla går tilbage til antikken, længe før byen blev befæstet under spansk styre. Arkæologiske opdagelser tyder på, at regionen var beboet af fønikerne og senere karthagerne . Disse folk, tiltrukket af byens strategiske position, brugte den sandsynligvis som et kommercielt transitsted og som et fiskeristed.
Fra det 1. århundrede f.Kr. kom regionen under romersk styre, hvilket markerede begyndelsen på en periode med integration i Middelhavsriget . Melilla var på det tidspunkt en del af den romerske provins Mauretanien Tingitana, et område, der strakte sig over meget af det, der nu er det nordlige Marokko. Romerne byggede kommercielle og maritime faciliteter ved at bruge byens beliggenhed til at kontrollere skibsruter i Middelhavet.

## Middelalder
Arabernes og berbernes ankomst i 711, efter muslimske styrkers erobring af Spanien, gav Melilla en større strategisk rolle. I 777 kom regionen endelig under kontrol af Idrissid-kongeriget, et berberdynasti, der øvede stor indflydelse på handelen i Middelhavet og udvidelsen af islam til Nordafrika. Melilla blev dermed en velstående havn, der kæmpede mod Barbarys pirater, men også et centrum for handel med resten af Middelhavsverdenen.
I 1497, under den spanske Reconquista, blev Melilla taget til fange af tropper fra Kastiliens krone under kommando af kong Ferdinand den katolske . Denne fangst var en del af en række spanske udvidelser langs den afrikanske kyst. Byen blev befæstet og blev en forsvarsbastion mod ydre angreb, især osmannernes og barbariske piraters. Det var begyndelsen på en lang historie med spansk besættelse, der ville vare til i dag.

## Moderne tid
Melillas moderne periode begyndte i det 16. århundrede, hvor byen blev et strategisk punkt for spanierne i deres kamp mod Barbary-pirater. I denne periode styrkede spanierne byens fæstningsværker, byggede mure og tårne, der ville modstå talrige belejringer og angreb i de følgende århundreder. 
I det 19. århundrede blev Melilla en militærby af stor betydning. I 1859, under den spansk-marokkanske krig, erobrede den spanske hær byen Tanger, og Melilla vendte tilbage til Spaniens eksklusive kontrol. Denne konflikt markerede et vendepunkt i udvidelsen af Spaniens indflydelsessfære til Nordafrika. I 1860'erne blev Melilla et nøglepunkt i forsvaret af de spanske kolonier og forblev under spansk administration på trods af Marokkos forsøg på at generobre det.

### Konflikter i det 20. århundrede og Rif-krigen
De første årtier af det 20. århundrede var præget af nye konflikter. I 1921 var Melilla involveret i Rif-krigen, en kolonikrig mellem spanske styrker og Rif-berber-stammerne, ledet af Abd el-Krim . Melilla, der ligger nær Rif, blev et vigtigt militært mål for oprørerne. Slaget ved Annual, som førte til et spansk nederlag, er fortsat en af de mest betydningsfulde episoder i byens militærhistorie. 
I løbet af det 20. århundrede blev spørgsmålet om suverænitet over Melilla et spændingspunkt med det uafhængige Marokko. Selvom Melilla var en del af spansk territorium, bestred Marokko konsekvent denne situation, især efter dets uafhængighed i 1956. Spanien opretholdt på sin side sin tilstedeværelse i Nordafrika og styrkede sine bånd til byen og forsynede den med talrige infrastrukturer.

## Nutidig alder
Melilla blev ligesom sin nabo Ceuta en autonom by i 1995, med en status svarende til Spaniens autonome regioner. Det nyder godt af stor administrativ autonomi, men er fortsat et emne for geopolitisk debat på grund af dets særlige position på det afrikanske kontinent.
Melillas moderne historie er præget af kulturelle og sociale udvekslinger mellem dets forskellige samfund, især befolkningen af spansk oprindelse, berberne og araberne. Byen fortsætter med at udvikle sig, men den forbliver også et punkt med geopolitisk gnidning med Marokko, som gør krav på suverænitet over de to spanske byer, Melilla og Ceuta.